# Московский международный кинофестиваль 2006
XXVIII Московский международный кинофестиваль прошёл с 23 июня по 2 июля 2006 года. Фестивальные картины демонстрировались на трёх площадках — в кинотеатрах «Иллюзион», «Октябрь» и «Ролан». Церемонии открытия и закрытия по традиции прошли в киноконцертном зале «Пушкинский». Главная награда смотра «Золотой Георгий» досталась шведской картине «О Саре». Почётным гостем фестиваля стал знаменитый французский актёр Жерар Депардьё, ему был вручён специальный приз.

## Жюри
Вокруг фигуры председателя жюри основного конкурса XXVIII Московского кинофестиваля разгорелся скандал. Эта должность была предложена австрийскому кинорежиссёру Михаэлю Ханеке, 29 марта было получено письмо с его согласием. Однако 14 июня, за десять дней до открытия фестиваля, стало известно об отказе Ханеке принять участие в работе смотра (режиссёр сослался на занятость в связи со стартом своего нового проекта). 16 июня в прессе появилась информация о том, что жюри основного конкурса, возможно, возглавит Питер Гринуэй, но и он ответил отказом. Наконец, 21 июня, за два дня до официального открытия, организаторы фестиваля объявили, что кресло председателя жюри займёт польский режиссёр Анджей Жулавский.

### Основной конкурс
- Анджей Жулавский, режиссёр (Польша, председатель)
- Алексей Учитель, режиссёр, продюсер (Россия)
- Реми Жирар[англ.], актёр (Канада)
- Джули Кристи, актриса (Великобритания)
- Пьер-Анри Деле[фр.], киновед, продюсер (Франция)

### Конкурс «Перспективы»
- Петр Зеленка, режиссёр (Чехия, председатель)
- Николай Лебедев, режиссёр, кинодраматург (Россия)
- Лабина Митевская, актриса (Македония)

## Конкурс

### Фильмы-участники основного конкурса
- «Больше всего на свете», Андрес Леон Беккер и Солар Кортес Хавьер
- «Букмекер», Джеффри Джетуриан
- «Как все», Пьер-Поль Рендерс
- «Климт», Рауль Руис
- «Кто никогда не жил», Анджей Северин
- «Лёд и пламень», Умберто Марино
- «О Саре», Карим Отман
- «Полурусская история», Эйтан Аннер
- «Пробуждение», Никос Грамматикос
- «Родственники», Иштван Сабо
- «Самурай, которого я любила», Мицуо Куроцути
- «Сколько ты стоишь?», Бертран Блие
- «Спи, моё золотко», Невен Хитрич
- «Спроси у пыли», Роберт Таун
- «Страхование жизни», Бюлент Акинчи
- «Уроки вождения», Джереми Брок
- «Червь», Алексей Мурадов

### Фильмы-участники конкурса «Перспективы»
- «Franz + Polina», Михаил Сегал
- «Restart», Юлиус Шевчик
- «Принцесса Аврора», Нильс Тавернье
- «Велосипед», Зигфрид Монлеон
- «Возьми себя в руки», Сабина Михель
- «Гео-лоботомия», Ким Гук и Ким Сун
- «Котч», Хельмут Кеппинг
- «Маяк», Мария Саакян
- «Современная любовь», Алекс Фрейн
- «Чашма», Ёлкин Туйчиев
- «Это я», Анна Ядовская

## Кинопрограммы фестиваля

### Азиатский экстрим
Авторская программа Андрея Плахова экстремальных фильмов из Юго-Восточной Азии и Ближнего Востока
- «S.P.L.», Уилсон Йип
- «Антарктический дневник», Пил-Сунь Им
- «Ахлаам», Мохаммед Аль-Дарадьи
- «Времена года», Нури Бильге Джейлан
- «Невидимые волны», Пен-Ек Ратанаруанг
- «Сердце, бьющееся в темноте», Сюнъити Нагасаки
- «Синоби», Тен Симояма

### Вокруг света
Панорама мирового кинематографа
- «13», Георгий Баблуани
- «Буря», Тим Дисней
- «Взгляд Клары», Пабло Торре
- «Возлюбленная Любляна», Кристиан Гучек
- «Гамера: Маленькие герои», Рюта Тадзаки
- «Диагноз: любовь», Тудор Гиургиу
- «Закон семьи», Даниэль Бурман
- «Изящное искусство любви», Джон Ирвин
- «Кактус», Жерар Биттон
- «Красавица и подонок», Доме Карукоски
- «Красный какаду», Доминик Граф
- «Лес богов», Альгимантас Пуйпа
- «Любовь», Владан Николич
- «Мужчины за работой», Мани Хагиги
- «Никогда не будет как раньше», Джакомо Кампьотти
- «Овора», Гуландом Мухаббатова
- «Принцесса специй», Пол Майеда Бергес
- «Раненые животные», Вентура Понс
- «Раны Афганистана», Ивар Хейнмаа
- «Ривьера», Анн Вийясек
- «Свадебная вечеринка», Доминик Дерюддер
- «Свободная воля», Маттиас Гласнер
- «Страсти Иешуа, еврея», Паскуле Шимека
- «Таксидермия», Дёрдь Палфи
- «Три могилы», Томми Ли Джонс
- «Тупицы», Тим Киркман
- «У холмов есть глаза», Александр Ажа
- «Футбольный клуб „Венера“», Йоона Тена
- «Читая мысли», Грегори Джей Рид
- «Чтобы попасть в рай, ты должен умереть», Джамшед Усмонов
- «Штольня», Любомир Кобыльчук

### Восемь с половиной фильмов
Авторская программа Петра Шепотинника, в которой собраны фильмы мирового артхауса
- «20 сантиметров», Рамон Салазар
- «Лунатизм», Ян Шванкмайер
- «Белоснежка», Самир
- «Контейнер», Лукас Мудиссон
- «Мыло», Пернилла Фишер Кристенсен
- «Ода к радости», Анна Казеяк-Давид, Ян Комаса и Мачей Мигас
- «Смерть господина Лазареску», Кристи Пую
- «Сны о рыбе», Кирилл Михановский

### Гала-премьеры
Специальные показы картин
- «Бесстрашная любовь», Клод Лелуш
- «Возвращение», Педро Альмодовар (фильм закрытия)
- «Грбавица», Ясмила Жбанич
- «Кинофестиваль», Василий Пичул
- «Клятва», Чэнь Кайгэ (фильм открытия)
- «Париж, я люблю тебя», киноальманах
- «Самый быстрый „Индиан“», Роджер Дональдсон

### Кинофорум современных фильмов Израиля
Панорама израильского кинематографа
- «Дедушка Сибирь», Идо Хаар
- «Какая чудесная страна», Эяль Халфон
- «Костёр», Йосеф Сидер
- «Любить женщину», Илиль Александер
- «Мир после Освенцима», Алексей Шишов, Елена Якович
- «На первый взгляд», Даниэль Сыркин
- «Недалеко от дома», Види Билу, Далия Хагар
- «Номер 17», Давид Офек

### Национальные хиты
Фильмы, ставшие кассовыми лидерами в национальном прокате
- «Дублёр», Франсис Вебер
- «Любимое уравнение профессора», Такаси Коидзуми
- «Матти», Алекси Мякела
- «Меня зовут Ойген», Михаэль Штайнер
- «Мы кормим этот мир», Эрвин Вагенхофер
- «Обречённый на блюз», Ян Кидава-Блонский
- «Рафтеры», Карел Янак
- «Секс и больше ничего», Кристина Года
- «Смерть рабочего», Михаэль Главоггер

### Свободная мысль
Программа документального кино
- «Аферист», Тронд Квист
- «Белфаст, штат Мэн», Фредерик Уайзмен
- «Бой», Барак Гудман
- «Дело только в ритме!», Томас Грубе и Энрике Санчес Ланш
- «Дракон в чистых водах», Нино Киртадзе
- «Кошмар Дарвина», Юбер Сопер
- «Перед прилётом на Землю», Арунас Мателис
- «Сёстры в законе», Ким Лонджинотто и Флоренс Айиси
- «Уши торчком, глаза по стойке смирно!», Канаан Брамли
- «Человек-гризли», Вернер Херцог

### Закрытый показ
На кинофестивале был также проведён закрытый показ фильма «Мастер и Маргарита» Юрия Кары, доступ на который осуществлялся строго по приглашениям. Во время просмотра были приняты повышенные меры безопасности с целью предотвращения возможного копирования.

## Ретроспективы

### Кинематограф оттепели
Лучшие советские фильмы эпохи оттепели
- «Весна на Заречной улице», Марлен Хуциев, Феликс Миронер
- «Дело Румянцева», Иосиф Хейфиц
- «Земля и люди», Станислав Ростоцкий
- «Карнавальная ночь», Эльдар Рязанов
- «Разные судьбы», Леонид Луков
- «Сорок первый», Григорий Чухрай
- «Сын», Юрий Озеров
- «Человек родился», Василий Ордынский
- «Это начиналось так…», Лев Кулиджанов, Яков Сегель

## Награды фестиваля
- Главный приз «Золотой Георгий» за лучший фильм
«О Саре», Карим Отман
- Приз «Серебряный Георгий» за лучшую режиссёрскую работу
«Сколько ты стоишь?», Бертран Блие
- Специальный приз жюри «Серебряный Георгий»
«Уроки вождения», Джереми Брок
- Приз «Серебряный Георгий» за лучшее исполнение мужской роли
Йенс Харцер («Страхование жизни»)
- Приз «Серебряный Георгий» за лучшее исполнение женской роли
Джули Уолтерс («Уроки вождения»)
- Приз «Серебряный Георгий» за вклад в мировой кинематограф
не вручался
- Приз «Серебряный Георгий» (включая 20.000 $) за лучший фильм конкурса «Перспективы»
«Чашма», Ёлкин Туйчиев[англ.]
- Специальный приз за покорение вершин актёрского мастерства и верность принципам школы К. С. Станиславского
Жерар Депардьё
- Приз жюри российской кинокритики за лучший фильм основного конкурса
«Уроки вождения», Джереми Брок[англ.]
- Приз Федерации киноклубов России лучшему фильму основной конкурсной программы
«Климт», Рауль Руис
- Приз зрительских симпатий лучшему фильму основного конкурса в соответствии с результатами опроса зрителей
«Уроки вождения», Джереми Брок
- Приз ФИПРЕССИ
«Букмекер», Джеффри Джетуриан
- Дипломы
«Страхование жизни», Бюлент Акинчи